# Schedlitz
Schedlitz, polnisch Siedlec ist ein Ort in der Landgemeinde Stubendorf (Izbicko) im Powiat Strzelecki der Woiwodschaft Opole in Polen.

## Geschichte

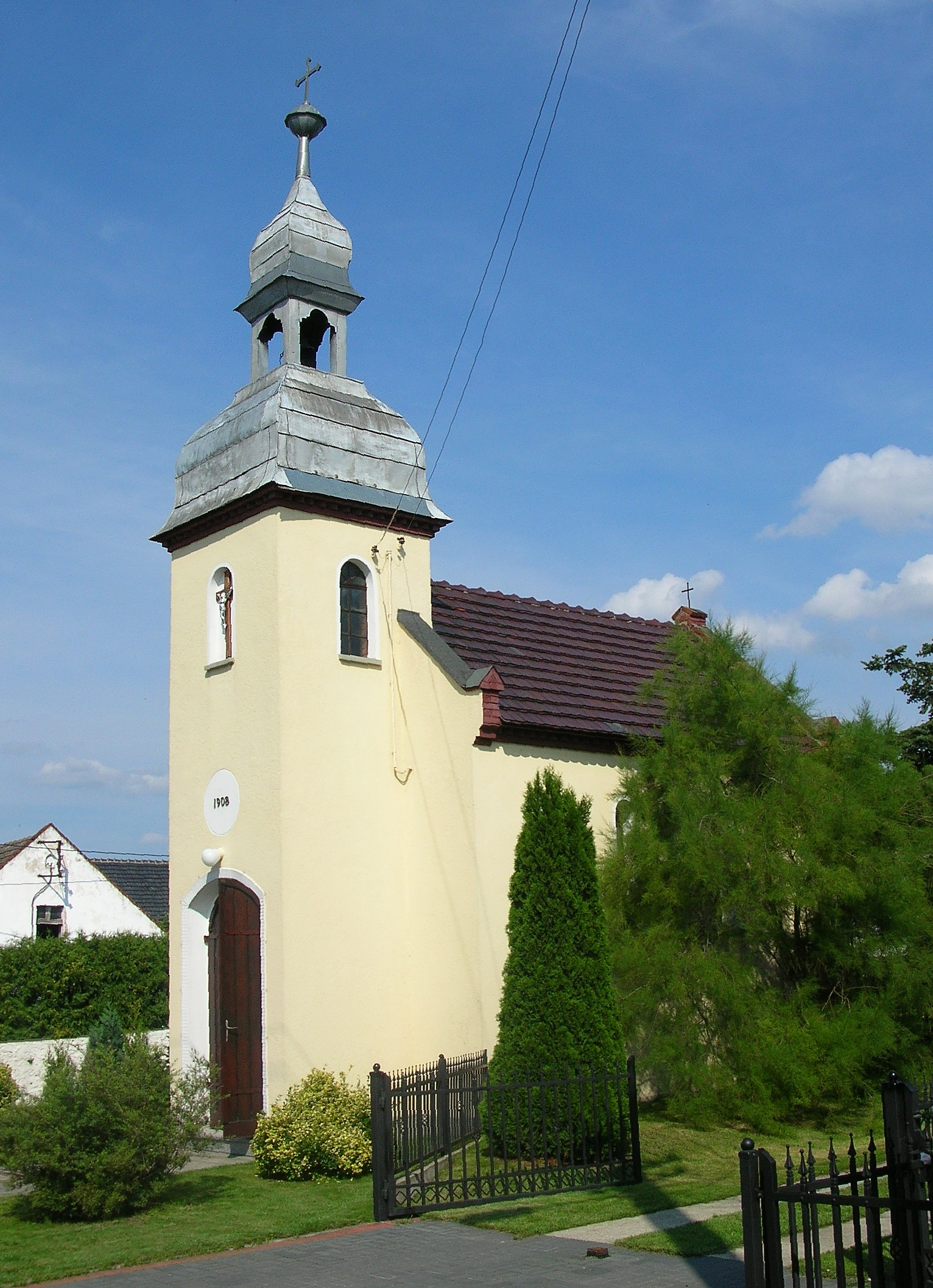
Alte Florianskapelle

Der Ort wurde 1302 erstmals urkundlich erwähnt.
Bei der Volksabstimmung am 20. März 1921 stimmten 109 Wahlberechtigte für einen Verbleib bei Deutschland und 154 für Polen. Schedlitz verblieb beim Deutschen Reich. 1936 wurde der Ort in Alt Siedel umbenannt. Bis 1945 befand sich der Ort im Landkreis Groß Strehlitz.
1945 kam der bisher deutsche Ort unter polnische Verwaltung, wurde in Siedlec umbenannt und der Woiwodschaft Schlesien angeschlossen. 1950 kam Schedlitz zur Woiwodschaft Oppeln und 1999 zum wiedergegründeten Powiat Strzelecki.
Am 6. März 2006 wurde in der Gemeinde Stubendorf, der Schedlitz angehört, Deutsch als zweite Amtssprache eingeführt. Am 20. Mai 2008 erhielt der Ort zusätzlich den amtlichen deutschen Ortsnamen Schedlitz. Im Dezember 2008 wurden zweisprachige Ortsschilder aufgestellt.

## Sehenswürdigkeiten
- Florianskapelle, kleine Kapelle mit Glockenturm aus dem Jahr 1908
- Moderne Florianskapelle aus den 1990er Jahren. Ursprünglich ein Wohnhaus, in dem später ein Kindergarten eingerichtet wurde. Im November 1994 begann der Umbau der Grundschule in eine Kapelle. 1996 wurde sie fertiggestellt und eingeweiht.[2]
- Skulptur des heiligen Florian
- Skulptur des heiligen Johannes von Nepomuk
- Historischer Feuerwehrwagen als Denkmal

## Wappen
Das Wappen zeigt ein Herz aus dem drei Blumen wachsen.